# النسر (فلم 1925)
النسر (بالإنجليزية: Eagle) فيلم مغامرات كوميدي أمريكي صامت، عرض عام 1925 من إخراج كلارنس براون وبطولة رودلف فالنتينو، فيلما بانكي.

## روابط خارجية
- النسر على موقع IMDb (الإنجليزية)
- النسر على موقع روتن توميتوز (الإنجليزية)
- النسر على موقع نتفليكس (الإنجليزية)
- النسر على موقع ألو سيني (الفرنسية)
- النسر على موقع Turner Classic Movies (الإنجليزية)
- النسر على موقع أول موفي (الإنجليزية)
- النسر على موقع فيلمافينيتي (الإسبانية)
- النسر على موقع قاعدة بيانات الأفلام السويدية (السويدية)
- النسر على موقع قاعدة بيانات الفيلم (الإنجليزية)
- النسر على موقع ليتربوكسد (الإنجليزية)